# Hypoxis hemerocallidea
Hypoxis hemerocallidea là một loài thực vật có hoa trong họ Hypoxidaceae. Loài này được Fisch., C.A.Mey. & Avé-Lall. mô tả khoa học đầu tiên năm 1842.

## Hình ảnh

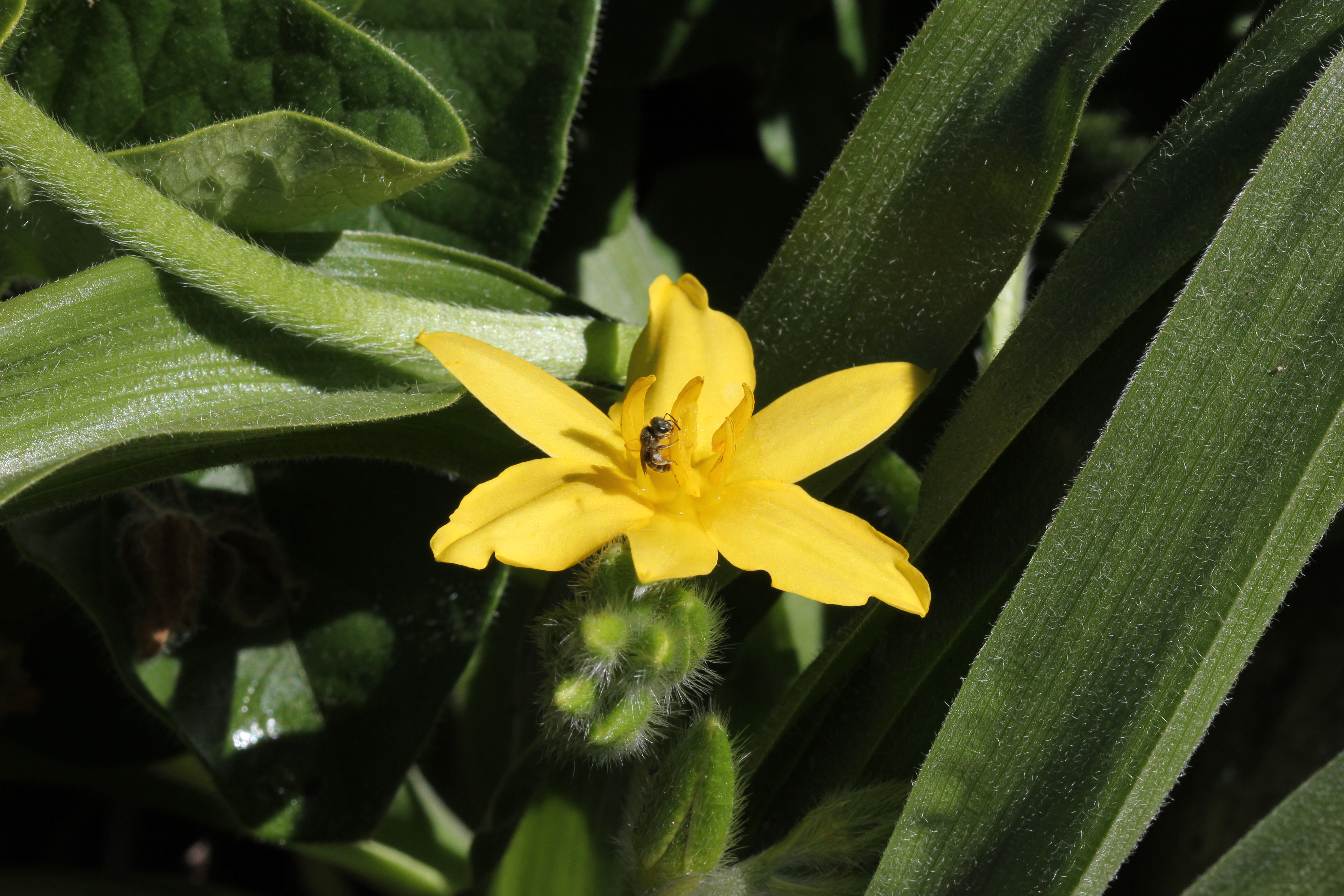
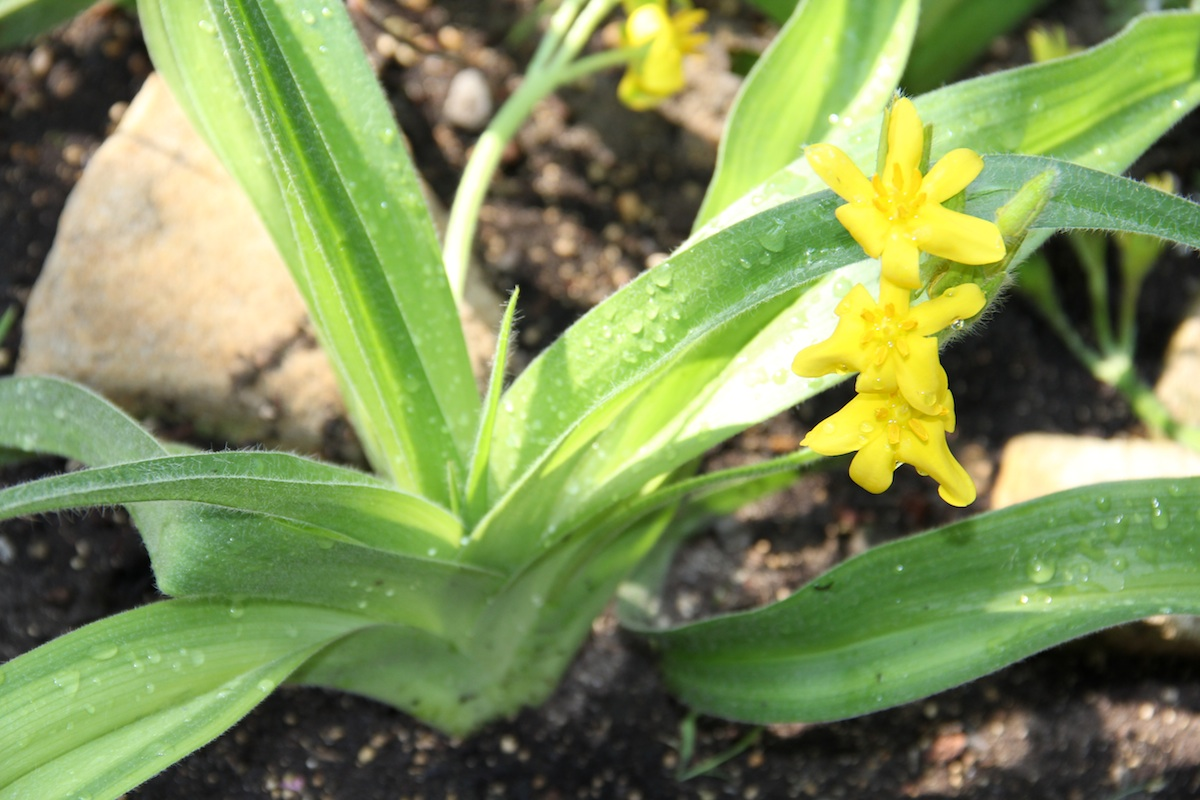
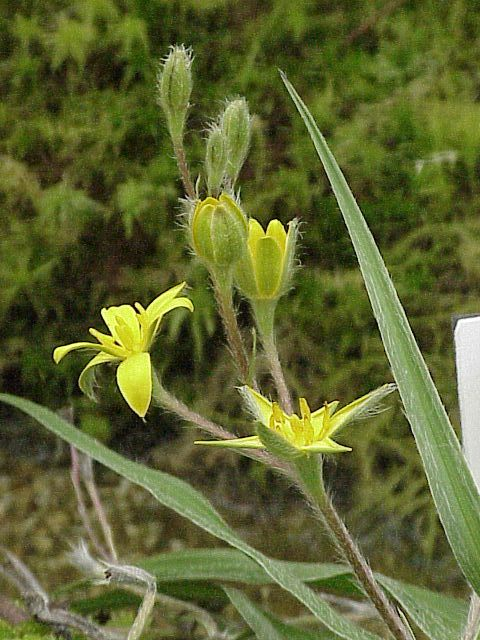
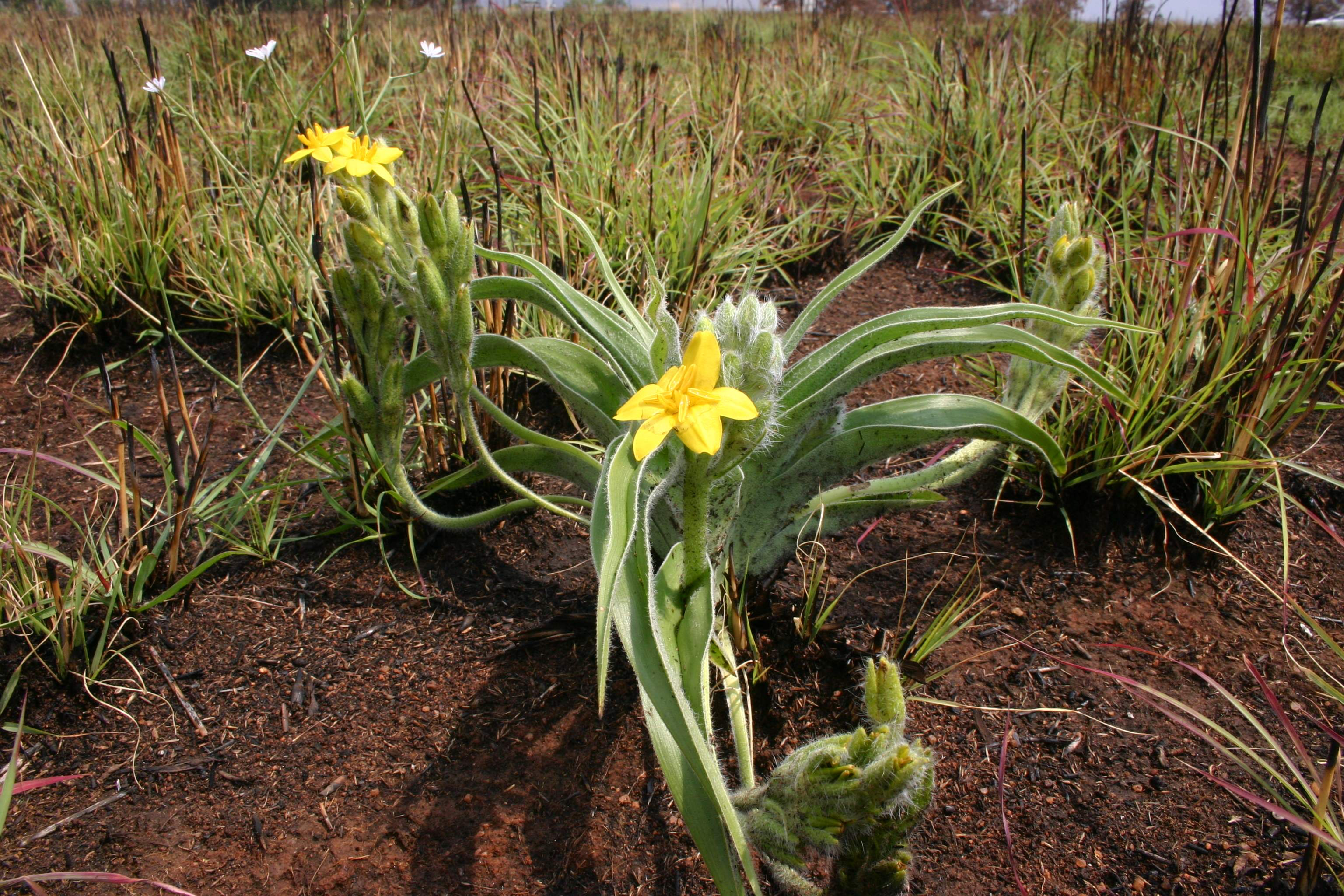